# Jacques Simon (ciclista)
Jacques Simon (nascido em 1 de outubro de 1938) é um ex-ciclista francês que competia no ciclismo de estrada. Sua única aparição olímpica foi em Roma 1960, onde competiu nos 100 km contrarrelógio por equipes, terminando na sétima posição. Entre 1961 e 1977 ele venceu pelo menos quatorze corridas de um dia.